# Get into You
Get Into You är det andra studioalbum album av Dannii Minogue som släpptes 1993. Singlarna som togs från albumet är "Show You the Way to Go", "Love's on Every Corner", "This Is It", "This Is the Way" och slutligen "Get Into You".
Inför detta album täffade Dannii vocal-coatchen, låtskrivaren och artisten Terry Ronald som medverkat på flera av Danniis senare stora hits. Sången "Love's on Every Corner" är också Cathy Dennis första försök att skriva låtar för andra artister.
Många låtar spelades in för detta albumet och ett stort antal osläppta låtar finns och skivbolagen vill försöka få ut ett flertal av dessa på en kommande Early Years CD under 2008.

## Låtlista
1. "This Is It" – 3:42 (Van McKoy)
2. "Love's on Every Corner" – 4:16 (D. Poku, Cathy Dennis, P. Taylor)
3. "Until We Meet Again" – 4:25 (Steve Hurley, Chantay Savage)
4. "Tonight's Temptation" – 5:59 (A. Moody, T. Wilentz, D. Minogue)
5. "Be Careful" – 5:09 (Davidge, Piken)
6. "I Dream" – 4:38 (K. Hairston, D. Minogue)
7. "Show You the Way to Go" – 4:24 (K. Gamble, L. Huff)
8. "Lucky Tonight" – 3:49 (C. Boureally, D. Minogue, R. Davis, D. Jones)
9. "This Is the Way" – 4:00 (Ward, Baylis, Kennedy)
10. "Get Into You" – 4:12 (Mike Percy, Tim Lever, Tracey Ackerman)
11. "If You Really" – 4:03 (S. Hurley, J. Principal, C. Savage)
12. "Wish You'd Stop Wishing" – 5:11 (Eric Foster White)
13. "Kiss and Make Up" – 4:17 (C. Bourelly, R. Davis, D. Minogue)
14. "Show You the Way to Go" (12" version) – 8:02